# Theravāda

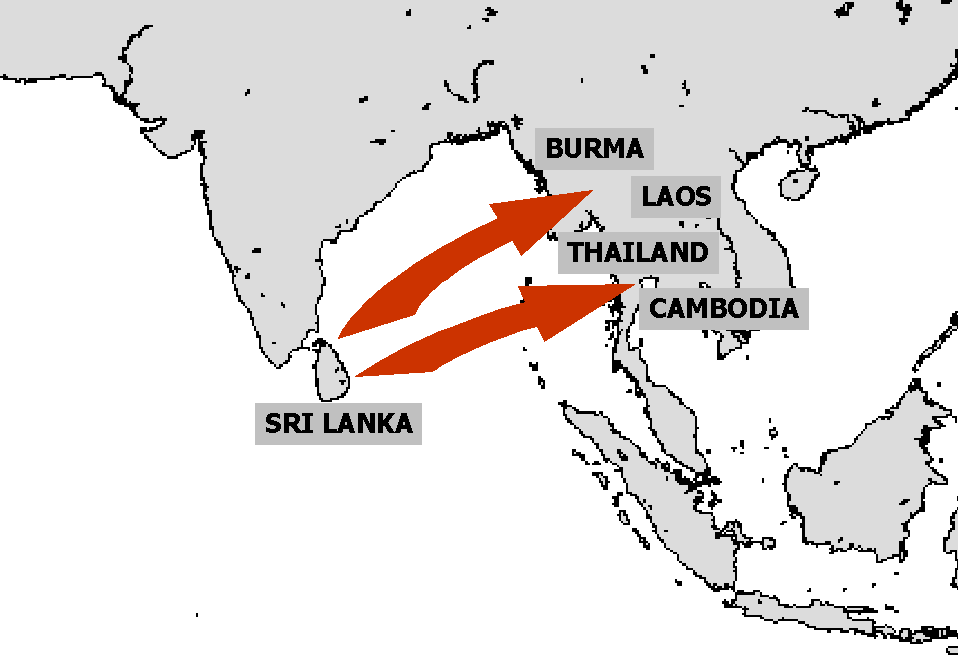
Răspândirea Budismului Theravada între secolele I-XI d.Hr.

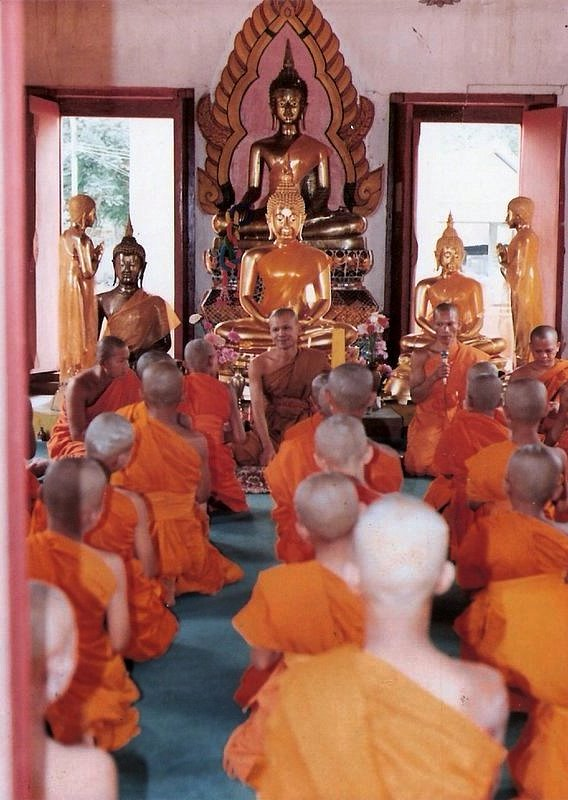
Călugări budiști theravadani la un templu din Thailanda.

Theravada (pāli: थेरवाद Theravāda (cf sanscrită: स्थविरवाद sthaviravāda); 
mot-a-mot „Învățătura Bătrânilor” sau „Vechea Învățătură”, este cea mai veche școală budistă care a supraviețuit până azi. A fost fondată în India. Este de tendință relativ conservatoare, și în general e cea mai apropiată de budismul timpuriu. De-a lungul multor secole, a fost religia predominantă în Sri Lanka (pentru aproximativ 70% din populație) și în mare parte din Asia de Sud-Est continentală (Cambodgia, Laos, Birmania, Tailanda). Este de asemenea practicată de o minoritate în sud-vestul Chinei, în Vietnam, Bangladesh, Malaezia și Indonezia, și recent a câștigat în popularitate în Singapore și Australia. Astăzi, în lume există peste 100 de milioane de budiști Theravada, și în ultimele decenii, religia s-a înrădăcinat și în Occident. Există de asemenea o renaștere a budismului în India. 
Curentul theravada este practicat de 35 % dintre budiști și, alături de curentul hinayana, face parte din Școala budistă din Sud. Credincioșii aplică cu strictețe regula vieții lui Buddha, angajându-se să-și găsească refugiu în el, în predicile sale (dharma) și în comunitate (sangha). Budismul hinayana este prin esență o regulă de viață monastică, fără o divinitate supremă. Credincioșii respectă interdicțiile: interdicția de a ucide, de a fura, de a comite adulter, de a minți, de a consuma băuturi alcoolice. Nerespectarea acestor reguli atrage după sine pedepse aspre. „De aceea, călugărilor le este pur și simplu frică să se uite în jurul lor și umblă pe străzi cu privirea fixată în jos. Astfel nu riscă să săvârșească greșeli.”
Călugării aleg să se retragă din societate pentru a medita, și se adună în comunitate. Nu iau decât o singură masă pe zi, trăiesc din pomeni, fiind călugări-cerșetori. De asemena, de patru ori pe lună trebuie să expună, în fața publicului, legile budiste. 

## Istorie

### Originea școlii
Școala Theravada este derivată din gruparea de texte Vibhajjavada (sau „doctrina analizei”), care la rândul lor au fost o continuare a mai vechiului grup Sthavira (sau „Învățătura Bătrânilor”), din vremea celui de-Al Treilea Consiliu Budist, din cca. 250 î.Hr., pe vremea împăratului indian Asoka. Vibhajjavadinii se considerau continuatorii ortodocșilor Sthavira, și, în urma celui de-al treilea consiliu, au continuat să își numească școala Sthaviras/Theras (Bătrânii). Doctrina lor era probabil similară cu cea a vechilor Sthavira, dar nu complet identică. După cel de-Al Treilea Consiliu, distanțele geografice au făcut ca Vibhajjavadinii să se despartă în patru grupări : Mahisasaka, Kasyapiya, Dharmaguptaka, și Tamraparniya. Theravada este derivată din Tamraparniya, care înseamnă „linia Sri Lankeză”. Unele surse pretind că numai Theravada a evoluat ca o continuare a Vibhajjavadinilor. 
Numele Tamraparniya a fost dat liniei Sri Lankeze în India, dar nu există nici o indicație că aceasta s-ar fi referit la o oarecare schimbare a scripturii Vibhajjavadinilor, deoarece numele indică doar o poziție geografică. Documentele propriilor Theravadini în legătură cu această origine, menționează că învățăturile ei sunt cele stabilite de Al Treilea Consiliu budist, și că ele erau cunoscute sub numele de Vibhajjavada. În secolul VII, pelerinii chinezi Xuanzang și Yi Jing, numesc școala budistă din Sri Lanka „sthavira”.
În India antică, acele școli care utilizau sanscrita ca limba religioasă, numeau această școală Sthaviras, dar aceia care foloseau limba pali, o numeau Theras. Atât Sthaviras cât și Theras înseamnă „Bătrânii” în limbile respective. Școala s-a autodenumit „Theravada” în documente începând cu secolul IV d.Hr., când termenul apare în Dipavamsa.
Există puține informații legate de istoria ulterioară a budismului Theravada în India, și nu se știe când a dispărut în țara ei de origine. 
Școala Theravada ajunsese și în Birmania pe vremea când se făcuse cunoscută în Sri Lanka, și a rezultat treptat o oarecare sinergie. Spre sfârșitul secolului X d.Hr., de exemplu, războaiele din Sri Lanka eliminaseră budismul, și un contingent de călugări birmanezi au fost aduși să reaprindă flăcara sa. Theravada din Birmania și cea din Sri Lanka s-au fortificat una pe cealaltă, astfel încât, pe când în secolul XI budismul dispăruse din India, religia a găsit „găzduire” în aceste două țări. Treptat, forma Theravada a budismului s-a extins și în Tailanda, Laos și Cambodgia.

### Istoria tradiției
Conform tradiției sinhaleze, budismul a fost introdus în Sri Lanka de Mahinda, despre care se crede că ar fi fost fiul împăratului Așoka, din secolul III î.Hr., ca făcând parte din activitățile misionare ale erei Așokiene. În Sri Lanka, Mahinda a construit Mânăstirea Mahavihara, în Anuradhapura. Mai târziu a fost împărțită în trei subgrupe, cunoscute în funcție de centrele lor monastice ca Mahavihara, Abhayagirivihara, și Jetavanavihara. În 1164, sub îndrumarea a doi călugări din Mahavihara, regele din Sri Lanka a unit toți bhikkhușii din Sri Lanka într-o singură școală ortodoxă Mahavihara. 
La câțiva ani după sosirea Sthavirei Mahinda, și Sanghamitta, despre care se crede că era fiica împăratului Asoka, a sosit în Sri Lanka. Aici, a fondat primul ordin monastic feminin, dar acest ordin a dispărut în Sri Lanka în secolul XI, și în Birmania în secolul XIII. În 429 d.Hr., la cererea împăratului Chinei, călugărițe din Anuradhapura au fost trimise în China, pentru a înființa ordinul monastic. Acest ordin a ajuns și în Coreea. În 1996, 11 călugărițe din Sri Lanka au fost alese să fie hirotonisite „bhikkhuni”, de către un grup de călugări Theravada, în colaborare cu niște călugărițe coreene din India. Există o neînțelegere între autoritățile Theravada vinaya în ceea ce privește validitatea unor asemenea hirotonisiri. În ultimii ani, liderul filialei Dambulla ale Siyam Nikaya din Sri Lanka, a efectuat ceremonii de hirotonisire pentru sute de călugărițe. Acest fapt a fost criticat de unele figuri proeminente ale Siyam Nikaya și Amarapura Nikaya, iar consiliul Budismului Birmanez a declarat că în ziua de azi hirotonisirea călugărițelor nu poate fi validă, deși unii călugări birmanezi susțin contrariul.
Pe timpul domniei lui Așoka, un misionar a fost trimis la Suvannabhumi, unde, doi călugări, Sona și Uttara, se presupune că merseseră. Opiniile specialiștilor diferă în ceea ce privește situarea exactă a ținutului Suvannabhumi, dar se presupune că se afla undeva în regiunea care azi include Birmania inferioară, Tailanda, Laos, Cambodgia și Peninsula Malay. 
Populația Mon este una din cele mai vechi din Birmania inferioară, și se presupune că au adoptat budismul Theravada în secolul III î.Hr.. Descoperirile arheologice arată că Mon au avut contacte strânse cu India de sud și cu Sri Lanka. Birmanezii au adoptat religia Mon și sistemul lor de scriere (folosit acolo și ca scriere Pali), atunci când au cucerit Thaton, Regatul Mon în 1057. Potrivit tradiției locale, aceasta a fost zona Suvannabhumi, vizitată de misionarii de la curtea asokiană. Oamenii Mon au fost și printre primii locuitori ai Tailandei. Cei de acolo au adoptat religia Mon când au cucerit Hariphunchai, Regatul Mon în 1292. 
Cu toate acestea, în ciuda succesului în Asia de Sud-Est, budismul Theravada nu a avut parte de mult succes în China, cu excepția câtorva zone de la frontierele cu țările cu tradiție Theravada. În istoriografia chineză, este numit deseori Hinayana, un termen pe care budiștii Theravada îl consideră peiorativ.

### Modificări moderne
Următoarele tendințe și mișcări moderne au fost identificate. 
- modernism: încercări de adaptare la lumea modernă și de a adopta unele dintre ideile acesteia; include printre altele : 
  - mișcarea ecologistă
  - sincretism cu alte tradiții budiste
  - drepturile femeii
- reformism: încercări de a restaura o formă presupus mai timpurie, un stadiu ideal al budismului; include în special adoptarea teoriilor erudiților occidentali privind budismul originar (în timpuri recente, „Interpretarea erudită occidentală a budismului” este cea predominantă în Sri Lanka și Tailanda.[13])
- ultimatism: tendință de a se concentra pe învățăturile avansate, precum Cele Patru Adevăruri Nobile, în detrimentul învățăturilor elementare
- neotradiționalism; include printre altele : 
  - renașterea ritualismului
  - remitologizare
- meditație interioară
- acțiune socială
- religiozitate devoțională
- practici de magie
- reacție la naționalismul budist
- reintrarea călugărilor în pădure
- renașterea meditației samatha